# صالح محمد المخزوم
صالح محمد المخزوم الصالح (مواليد 1975) النائب الثاني السابق لرئيس المؤتمر الوطني العام الليبي وعضو المؤتمر سابقاً عن مدينة براك الشاطئ ضمن قائمة حزب العدالة والبناء المحسوب على جماعة الإخوان المسلمين في ليبيا.
كان عضوا في فريق الحوار عن المؤتمر الوطني العام إبان المفاوضات مع مجلس النواب، وهي مفاوضات أشرفت عليها الأمم المتحدة وأدت إلى توقيع اتفاق الصخيرات في 17 ديسمبر 2015، كما شغل المخزوم منصب نائب رئيس المجلس الأعلى للدولة المنبثق عن اتفاق الصخيرات 

## نشأته
ولد في قرية تسمى (محروقة) في منطقة براك الشاطئ في جنوب غرب ليبيا. وبعد تخرجه من كلية القانون بترهونة عمل بجهاز الرقابة الادارية لمدة عامين، وكان لهُ مكتب محرر عقود في مدينة مرزق (الجنوب الليبي)، كما عين معيدا بكلية القانون في جامعة طرابلس.
يتحدث صالح المخزوم اللغة العربية والفرنسية بشكل جيد، وحصل على شهادة الماجستير في القانون العام من جامعة طرابلس، ثم حصل على شهادة الدكتوراه في القانون العام من جامعة بواتييه الفرنسية.

## حياته السياسية
في أكتوبر 2019 عينه مجلس الوزراء بحكومة الوفاق الوطني الليبية سفيرا لليبيا لدى بولندا. 